# بولندا الصغرى وشفينتوكشيسكي (دائرة انتخابية للبرلمان الأوروبي)
بولندا الصغرى وشفينتوكشيسكي (بالبولندية: małopolskiego i świętokrzyskiego)‏ هي دائرة انتخابية للبرلمان الأوروبي. وتتكون من محافظتي بولندا الصغرى وشفينتوكشيسكي.

## التسمية
يحدد التشريع البولندي ذو الصلة ("قانون 23 يناير 2004 بخصوص انتخابات البرلمان الأوروبي") الدوائر الانتخابية، إلا أنه لا يعطي أسماء رسمية لهذه الدوائر. وبدلاً من ذلك، فإن لكل دائرة انتخابية رقم ووصف إقليمي وموقع للجنة الانتخابية للدائرة. خلال العام 2004، استخدمت كلاً من لجنة الانتخابات الوطنية البولندية وموقع انتخابات البرلمان الأوروبي الوصف الإقليمي عند الإشارة إلى الدائرة الانتخابية، وليس موقع اللجنة الانتخابية.